# Ruth Handler
Ruth Handler (Denver, 4 de novembro de 1916 - Los Angeles, 27 de abril de 2002) foi uma empresária estadunidense, presidente da fábrica de brinquedos Mattel.

## Biografia
Ruth Handler, uma das dez filhas de um casal de imigrantes poloneses, nasceu e foi criada em Denver, no Colorado. Foi criadora da Barbie, a boneca mais famosa do mundo, morreu aos 85 anos, em Los Angeles, na California.

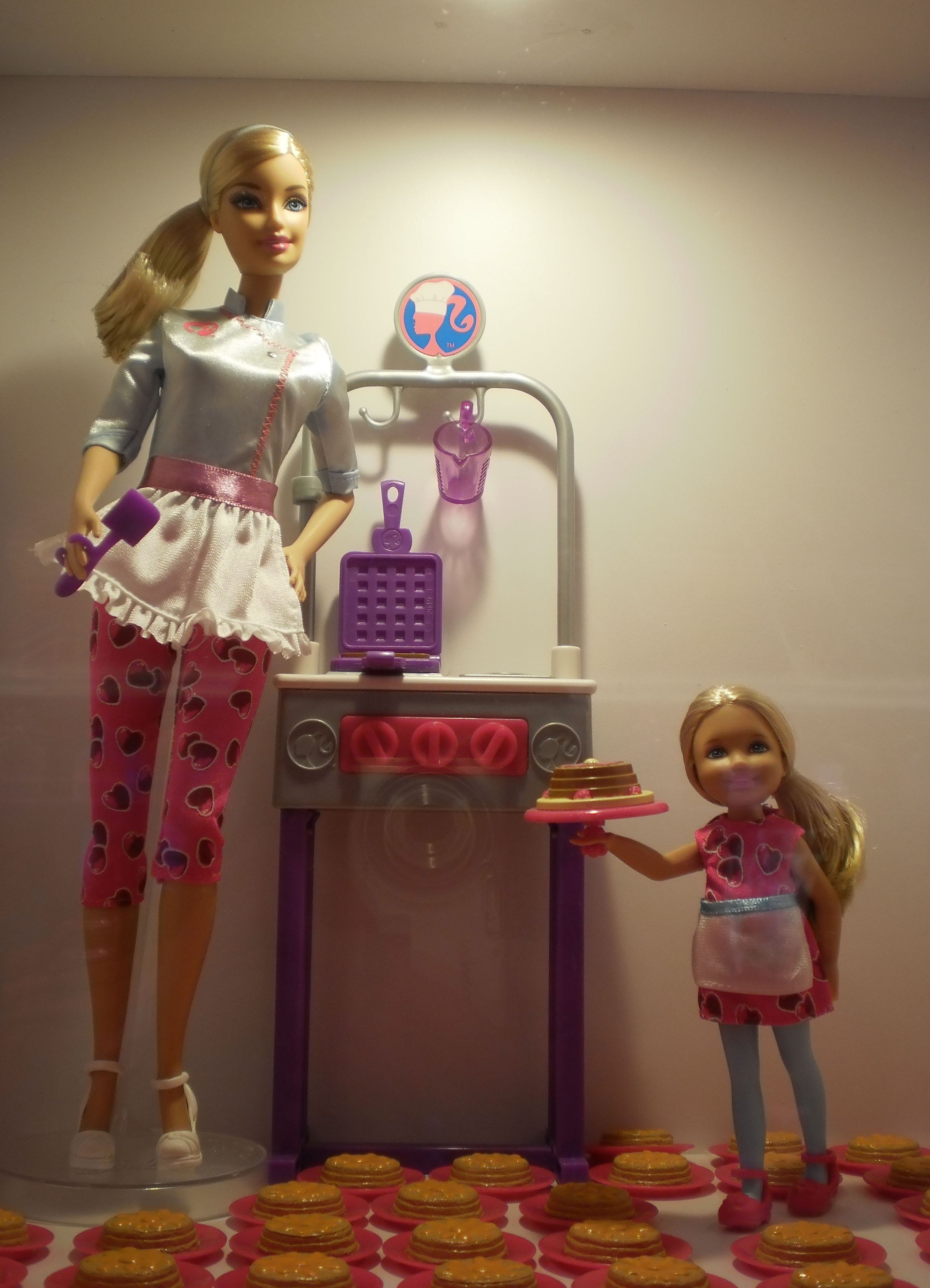
Barbie

Ruth, que batizou a boneca com o nome da própria filha, Barbara, também foi uma das fundadoras da Mattel juntamente com o marido, a empresa fabricante das famosas bonecas. Mais tarde ela diversificou a produção ao criar Ken, o namorado de Barbie. O nome do boneco também teve origem na família de Handler. Ele foi batizado com o nome do filho, Kenneth, morto em 1994, vítima de um tumor no cérebro. A linha de bonecas inclui ainda a irmãzinha de Barbie, Kelly, e outros personagens que foram criados em homenagem aos netos de Ruth. A vida de Ruth e do marido sofreu um revés no final da década de 70, quando foram forçados a deixar a empresa. Em 1978, ela foi condenada por fraude, tendo que pagar uma multa e prestar serviços comunitários.
A reviravolta veio em seguida, depois de Ruth ter retirado um seio que tinha sido atingido por câncer. Ela aderiu às campanhas de conscientização da mulher. Ruth Handler morreu de complicações pós-operatórias depois de ter sido operada para a retirada de um câncer no cólon no hospital Century City.